# Escorbuto
El escorbuto es una enfermedad causada por el déficit de vitamina C (ácido ascórbico), necesaria para la síntesis de colágeno en los humanos. El nombre químico de la vitamina C, ácido ascórbico, proviene de la raíz latina scorbutus. Era común en los marinos que subsistían con dietas en las que no figuraban fruta fresca ni hortalizas (reemplazando estas con granos secos y carne salada).
Es frecuente atribuir al médico naval escocés James Lind, que vivió en el siglo XVIII, la identificación de la causa del escorbuto y la manera de prevenirla y curarla añadiendo cítricos a la dieta.
Sin embargo, los españoles ya conocían el uso de los cítricos como remedio desde la segunda mitad del siglo XVI, más de 100 años antes del nacimiento de James Lind, gracias al libro publicado por el médico y fraile Agustín Farfán en 1579 bajo el título Tratado breve de anatomía y cirugía, y de algunas enfermedades donde se recomienda el uso de naranjas y limones para el tratamiento del escorbuto.

## Etimología
La palabra llegó al castellano a través del francés scorbut, que deriva del latín medieval scorbutus. Esta forma podría estar relacionada con la antigua palabra neerlandesa medieval *scôrbut (en neerlandés actual, scherbuik), la cual pudo haber sido adoptada, a través del sueco skörbjug, del nórdico skyrbjúrg.

## Fisiopatología
La síntesis normal del colágeno depende de la hidroxilación correcta de la lisina y la prolina (para obtener hidroxiprolina e hidroxilisina) en el retículo endoplasmático.  Dicha hidroxilación la llevan a cabo la lisil hidroxilasa y la prolil hidroxilasa, enzimas que necesitan el ácido ascórbico (vitamina C) como coenzima.  La deficiencia de ácido ascórbico impide la correcta hidroxilación de estos, por tanto se obtienen cadenas de procolágeno defectuosas y la síntesis no puede finalizarse correctamente.

## Manifestaciones clínicas
Las características de la enfermedad consisten en pápulas perifoliculares hiperqueratósicas en las que los pelos se fragmentan y caen; hemorragias perifoliculares; púrpura que se inicia en la parte posterior de las extremidades inferiores y acaba confluyendo y formando equimosis; hemorragias en los músculos de los brazos y las piernas con flebotrombosis secundarias; hemorragias intraarticulares; hemorragias en astilla en los lechos ungueales; afectación de las encías, sobre todo en personas con dientes que comprenden hinchazón, friabilidad, hemorragias, infecciones secundarias y aflojamiento de los dientes; mala cicatrización de las heridas y reapertura de las recientemente cicatrizadas; hemorragias petequiales en las vísceras; y alteraciones emocionales. Pueden aparecer síntomas similares a los del síndrome de Sjögren.
En estados terminales son frecuentes la ictericia, el edema y la fiebre, y pueden producirse súbitamente convulsiones, shock y muerte.

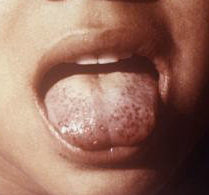
Lengua de paciente escorbútico.

## Datos de laboratorio
Es frecuente la anemia normocrómica y normocítica, que se debe a las hemorragias tisulares. La anemia puede ser macrocítica o megaloblástica en la quinta parte de los pacientes. Muchos de los alimentos que contienen vitamina C también contienen folatos y las dietas que provocan escorbuto también pueden inducir el déficit de estos. Sin embargo, el déficit de ácido ascórbico produce además un aumento de la oxidación del ácido formil tetrahidrofólico a metabolitos inativos de folatos. No se conoce con exactitud si en la patogenia de la anemia interviene también una alteración en la distribución y almacenamiento del hierro. La anemia se corrige con el aporte de vitamina C y con la instauración de una dieta equilibrada.

## Diagnóstico
En numerosos nosocomios se titula la concentración de ácido ascórbico en plaquetas para establecer el diagnóstico de escorbuto pues en esta enfermedad su nivel suele ser inferior a un cuarto del tenor normal. Los niveles plasmáticos de la vitamina guardan escasa correlación con el estado clínico. En los lactantes, las alteraciones radiológicas óseas pueden ser diagnosticadas. La bilirrubina está a menudo elevada. La fragilidad capilar es normal.

## Tratamiento
La dosificación habitual de vitamina C en los adultos escorbúticos es 100 mg tres a cinco veces al día per os (por la ruta oral) hasta que se hayan administrado 4 gramos, siguiendo después con 100 mg/día. En los lactantes y niños pequeños, la posología adecuada es de 10 a 25 mg tres veces al día. A la vez se establece una alimentación rica en vitamina C (cítricos, kiwi, chucrut, etc). Las hemorragias espontáneas suelen cesar en 24 horas, los dolores musculares y óseos ceden con rapidez, y las encías comienzan a curar en dos a tres días. Incluso los grandes hematomas o equimosis regresan en diez a doce días, aunque las alteraciones pigmentarias en las zonas de grandes hemorragias pueden persistir durante meses. La bilirrubina sérica se normaliza en tres a cinco días y la anemia se suele corregir en dos a cuatro semanas o meses.

## Biosíntesis de Vitamina C
La mayor parte de las especies animales son capaces de sintetizar la vitamina C, al poseer la enzima L-gulonolactona oxidasa, (GULO, por sus siglas en inglés). Como destacadas excepciones podemos citar a la mayor parte de los quirópteros, y a primates superiores muy relacionados taxonómicamente con los humanos, en concreto el suborden Anthropoidea (Haplorrhini) que incluye tarsiformes y simios (los primates americanos nunca padecen escorbuto pues poseen la enzima GULO). Tampoco sintetizan ácido ascórbico dos especies de Caviidae, el capibara y el conejillo de indias. Variadas fuentes se contradicen sobre el escorbuto en animales de compañía, como perros y gatos.
La especie humana no puede sintetizar la vitamina C por carecer de la enzima precursora GULO.